# 蒙古岩黄耆
蒙古岩黄耆（学名：Hedysarum fruticosum var. mongolicum）为豆科岩黄耆属下的一个变种。

## 扩展阅读
- 維基物種上的相關：蒙古岩黄耆